# ماكس تونيتو
ماكس تونيتو (بالإيطالية: Max Tonetto)‏ لاعب كرة قدم إيطالي. ولد في ترييستي في 18 نوفمبر 1974. لعب لصالح منتخب بلاده منذ عام 2007 في مباراة واحدة فقط (حتى الآن) لم يسجل فيها أي هدف.

## مسيرته الرياضية
| اسم النادي     | السنوات    | عدد المباريات | عدد الأهداف |
| -------------- | ---------- | ------------- | ----------- |
| سان جيوفاني    | 1990-1992  | 13            | 1           |
| ريجينا         | 1992-1997  | 28            | 2           |
| فانو (إعارة)   | 1993-1994  | 30            | 2           |
| رافينا (إعارة) | 1994-1995  | 38            | 0           |
| إمبولي         | 1997-1999  | 61            | 4           |
| إيه سي ميلان   | 1999       | 0             | 0           |
| بولونيا        | 2000       | 12            | 0           |
| ليتشي          | 2000-2004  | 131           | 2           |
| سامبدوريا      | 2004-2006  | 66            | 8           |
| روما           | 2006- الآن | 64            | 1           |

## روابط خارجية
- ماكس تونيتو على موقع قاعدة بيانات كرة القدم.إي يو (الإنجليزية)
- ماكس تونيتو على موقع ناشيونال فوتبول تيمز (الإنجليزية)
- ماكس تونيتو على موقع عالم كرة القدم.نت (الإنجليزية)
- ماكس تونيتو على موقع كووورة